# Черки-Бибкеево
Черки́-Бибке́ево (тат. Бәбки) — село в Буинском районе Республики Татарстан, в составе Черки-Кильдуразского сельского поселения.

## География
Село находится в 1,5 км от реки Свияга, в 20 км к северу от районного центра, города Буинска.

## История
Окрестности села были обитаемы в период раннего средневековья, о чём свилетельствуют археологические памятники: Черки-Бибкеевские селища I, II, III, IV, V (именьковская культура), Черки-Бибкеевские городища I, II (именьковская культура).
Основание села произошло не позднее второй половины XVII века.
В сословном отношении, в XVIII столетии и вплоть до 1860-х годов жителей села причисляли к государственным крестьянам. Их основными занятиями в то время были земледелие, скотоводство.
По сведениям из первоисточников, в начале XX столетия в селе действовали Троицкая церковь, мечеть, церковно-приходская школа, медресе.
С 1930 года в селе работали коллективные сельскохозяйственные предприятия, с 1999 года — сельскохозяйственные предприятия в форме ООО.
Административно, до 1920 года село относилось к Тетюшскому уезду Казанской губернии, с 1920 года — к кантонам ТАССР, с 1930 года — к Буинскому району Татарстана.

## Население
| 2015 |
| ---- |
| 21   |

Динамика
По данным переписей, население села увеличивалось с 45 душ мужского пола в 1782 году до 1329 человек в 1908 году. В последующие годы численность населения села уменьшалась и в 2015 году составила 21 человек.
Национальный состав
Согласно результатам переписи 2002 года, в национальной структуре населения села татары составляли 74% , русские — 26% из 34 человек.

## Экономика
Жители занимаются полеводством.